# Mirsa Adami
Mirsa Adami (Tirana, 1975) is een uit Albanië afkomstige pianiste die in Nederland woont en werkt.

## Opleiding
Adami studeerde aanvankelijk in Tirana in Albanië bij Elsa Veizi en Takuina Adami. Ze speelde daar al met orkesten en gaf veel concerten. In 1991 kwam ze naar Nederland. Ze studeerde er eerst bij Jan Huizing in Groningen en daarna bij Jan Wijn aan het Sweelinck Conservatorium in Amsterdam. In 2000 studeerde ze er af met lof als uitvoerend musicus.

## Activiteiten
Adami speelde enkele malen tijdens het Grachtenfestival. Ze gaf concerten in, naast Nederland, ook Italië, Frankrijk, Duitsland en Japan. In 2004 speelde ze voor het eerst in de Grote zaal van het Concertgebouw in Amsterdam met het pianoconcert nr. 3 van Prokofiev met het VU-Orkest o.l.v. Daan Admiraal. Ze speelde verder het pianoconcert nr. 2 van Sergej Rachmaninov in het Concertgebouw Haarlem met het Kennemer Jeugdorkest o.l.v. Mathijs Broers. Ze speelde het ook in haar geboortestad Tirana met het Albanees Omroeporkest o.l.v. de Russische dirigent Leonid Nikolayev. Ze soleerde verder in pianoconcerten van Mozart en het pianoconcert nr.1 van Brahms, het Pianoconcert nr. 1 van Beethoven en Carl Maria von Weber (Konzertstück).
Verder is Adami veel actief in de kamermuziek. Ze vormt een vast duo met de violiste Cecilia Bernardini. Met haar won ze in 2003 de Vriendenkrans van het Concertgebouw. Ze speelde verder met violiste Birthe Blom in concerten met muziek van de Eerste Weense School. In 2005 gaf ze concerten met het Darius Ensemble in het Concertgebouw. Met de Noorse cellist Håkon Samuelsen speelde ze in de serie Masters on tour in het Concertgebouw in Amsterdam, in Bratislava en in Riga.
Sinds haar afstuderen is Adami correpetitor bij de Nieuwe Opera Academie in Amsterdam. Ze begeleidt de cellisten bij de masterclasses gedurende de Holland Music Sessions die elke zomer worden gehouden. In het kader van dit festival organiseerde ze in 2003 een aantal kinderconcerten in en rond Apeldoorn. Adami werkte samen met de schrijvers Willem Jan Otten en Vonne van der Meer. Ze draagt vaak gedichten voor in haar concerten. Ze is sinds 2007 een van de pianisten en presentatoren van de Classic Express bus, ontwikkeld door het Prinses Christina Concours, bedoeld om klassieke kamermuziek ten gehore te brengen aan leerlingen van basisscholen.
In 2015 werd zij onderscheiden met de Tinnen medaille van de Franse Société Académique Arts-Sciences-Lettres.